# Panama aux Jeux olympiques d'été de 1928
Le Panama participe pour la première fois aux Jeux olympiques lors des Jeux d'Amsterdam. Le pays est représenté par un seul sportif, le nageur Adán Gordón.

## Athlètes engagés

### Natation
Hommes :
| Athlète     | Compétition             | Qualification | Qualification   | Demi-finale  | Demi-finale  | Finale       | Finale       |
| Athlète     | Compétition             | Temps         | Rang            | Temps        | Rang         | Temps        | Rang         |
| ----------- | ----------------------- | ------------- | --------------- | ------------ | ------------ | ------------ | ------------ |
| Adán Gordón | 100 mètres - nage libre | 1 min 10 s 8  | 3e (série no 4) | Non qualifié | Non qualifié | Non qualifié | Non qualifié |
| Adán Gordón | 400 mètres - nage libre | -             | 4e (série no 5) | Non qualifié | Non qualifié | Non qualifié | Non qualifié |